# Hello! (álbum)
Hello! es el sexto álbum de estudio de la banda británica de rock Status Quo, publicado en 1973 por Vertigo Records para el Reino Unido y por A&M Records para los Estados Unidos. Es la primera producción que utiliza su característico logotipo y a su vez es el primero donde John Coghlan es acreditado como compositor.
Por otro lado ha recibido en su gran mayoría positivas reseñas de la prensa especializada, como el sitio Allmusic que lo consideró «divertido, cómodo y confiado». Cabe destacar que es el primer álbum en el que participa el inglés Andy Bown, pero solo fue acreditado como músico de sesión.

## Recepción comercial
Tras su publicación obtuvo un gran éxito comercial sobre todo en el Reino Unido, donde alcanzó el primer lugar en la lista UK Albums Chart. Además y solo dos meses después obtuvo disco de plata, certificación otorgada por la British Phonographic Industry, y en enero de 1974 recibió disco de oro por vender más de 100 000 copias.
Para promocionarlo se publicó en el mismo año el sencillo «Caroline», que llegó hasta la quinta posición de los UK Singles Chart. Al igual que el álbum, el sencillo recibió disco de plata por la BPI, tras superar las 200 000 copias vendidas en noviembre de 1973. Por su parte en 1975 se lanzó el sencillo «Roll Over Lay Down», en versión en vivo y como parte del EP Quo Live, ingresando en la lista inglesa en el puesto 9.

## Lista de canciones
| N.º | Título                     | Escritor(es)                              | Duración |  |
| 1.  | «Roll Over Lay Down»       | Rossi, Young, Lancaster, Parfitt, Coghlan | 5:38     |  |
| 2.  | «Claudie»                  | Rossi, Young                              | 4:06     |  |
| 3.  | «A Reason for Living»      | Rossi, Parfitt                            | 3:46     |  |
| 4.  | «Blue Eyed Lady»           | Parfitt, Lancaster                        | 3:54     |  |
| 5.  | «Caroline»                 | Rossi, Young                              | 4:18     |  |
| 6.  | «Softer Ride»              | Parfitt, Lancaster                        | 4:02     |  |
| 7.  | «And It's Better Now»      | Rossi, Young                              | 3:20     |  |
| 8.  | «Forty-Five Hundred Times» | Rossi, Parfitt                            | 9:53     |  |

| Pista adicional en remasterización de 2005 |          |                    |          |  |
| N.º                                        | Título   | Escritor(es)       | Duración |  |
| 9.                                         | «Joanne» | Parfitt, Lancaster | 4:06     |  |

## Músicos
| Músicos de la banda - Francis Rossi: voz y guitarra líder - Rick Parfitt: voz, guitarra rítmica y teclados - Alan Lancaster: bajo - John Coghlan: batería | Músicos invitados - Andy Bown: piano en «Blue Eyed Lady» - John Mealing: piano en «Forty-Five Hundred Times» - Steve Farr: saxofón contralto - Stewart Blandamer: saxofón tenor |